# 123 TCN
Năm 123 TCN là một năm trong lịch Julius. 